# Chandanahalli, Kunigal
Chandanahalli là một làng thuộc tehsil Kunigal, huyện Tumkur, bang Karnataka, Ấn Độ.